# Лінія T14 (Паризький трамвай)
Лінія T14 Паризького трамваю або Лінія T14 трамваю Іль-де-Франс — трамвайна лінія, складова сучасної трамвайної мережі регіону Іль-де-Франс, Франція. Лінія сполучає станцію Еблі зі станцією Кресі-ла-Шапель.
Трамвайна лінія, прямує коліями залізниці Еблі — Кресі-ла-Шапель та створена паралельно службі Transilien P на цій залізниці. Лінія довжиною  9,9 км обслуговує міста Еблі, Монтрі, Сен-Жермен-сюр-Морен і Кресі-ла-Шапель.
Відкрито 22 березня 2025 р під орудою Keolis-SNCF.
.
Лінію обслуговує залізничний рухомий склад типу трамвай-поїзд — Alstom Citadis Dualis (15 поїздів).

## Історія
Залізницю Есблі — Кресі-ла-Шапель відкрито в 1902 році. Її експлуатувала «Compagnie des chemins de fer de l'Est», а потім SNCF з використанням паровозів. Лінію електрифіковано в травні 1980 року.
У 2004 році відкрито службу Transilien P 
.
У 2011 році рухомий склад замінено на Siemens Avanto з лінії 4 Паризького трамвая
.
У 2022 році Avanto замінено на Citadis Dualis, з лінії T11
..